# Herzlia
Herzlia (hebräisch הֶרְצְלִיָּה [hɛrts(ɛ)'lija], arabisch هيرتزيليا) ist eine Stadt in Israel, die im nördlichen Teil des Gusch Dan (Agglomeration von Tel Aviv-Jaffa) liegt und zu den wohlhabendsten Gemeinden Israels zählt.
Zum Gemeindegebiet gehört das Villenviertel Herzlia Pituach, wo viele ausländische Botschafter, Unternehmer und weitere wohlhabende Persönlichkeiten wohnen. Die Innenstadt Tel Avivs ist von Herzlia aus mit dem Auto in circa 15 Minuten erreichbar.

## Lage
Herzlia liegt etwa 15 km nördlich von Tel Aviv am Mittelmeer in der Scharonebene. Damit gehört es zur Metropolregion Gusch Dan und dem Bezirk Tel Aviv.

## Geschichte
Herzlia wurde am 23. November 1924 von sieben Personen als Moschawa in der Nähe der Kreuzfahrerburg Arsuf gegründet und wurde nach Theodor Herzl, dem Begründer des politischen Zionismus, benannt.
Nach der Gründung des Staates Israel im Jahr 1948 wuchs die Zahl der Einwohner schnell, und Herzlia nahm einen urbanen Charakter an. Am 11. April 1960 erhielt die Moschawa den Status einer Stadt.
Im Dezember 2000 fand die erste Herzlia-Konferenz statt. Auf dieser einmal jährlich vom Interdisciplinary Center Herzliya organisierten Veranstaltung versammeln sich israelische und ausländische Experten aus den Bereichen Regierung, Wirtschaft und Hochschulwesen und diskutieren regionale, nationale und globale Themen.
Am 11. Juni 2002 tötete ein palästinensischer Selbstmordattentäter der Al-Aksa-Brigaden eine 14-jährige Schülerin in einem Restaurant. 15 weitere Menschen wurden bei dem Anschlag verletzt.

## Einwohner
Das israelische Zentralbüro für Statistik gibt bei den Volkszählungen vom 8. November 1948, 22. Mai 1961, 19. Mai 1972, 4. Juni 1983, 4. November 1995 und vom 28. Dezember 2008 für Herzlia folgende Einwohnerzahlen an:
| Jahr der Volkszählung | 1948  | 1961   | 1972   | 1983   | 1995   | 2008   | 2016   |
| Anzahl der Einwohner  | 5.287 | 26.934 | 41.356 | 63.155 | 82.759 | 84.405 | 93.116 |

## Wirtschaft und Infrastruktur
Hauptwirtschaftszweig der Stadt ist der Fremdenverkehr.
In dem Stadtteil Herzlia Pittuach haben sich Start-ups und Firmen der High-Tech-Industrie angesiedelt. Hier befindet sich u. a. der Sitz der NSO Group, einer international agierenden Cybersicherheitsfirma.
Der Bahnhof Herzlia liegt an der zentralen israelischen Magistrale des Personenverkehrs, der Bahnstrecke Naharija–Be’er Sheva, die zwischen Tel Aviv-Jaffa und Herzlia seit 2020 elektrifiziert ist.
Im Straßenverkehr liegt Herzlia an der Haupt-Landesstraße  (כְּבִישׁ הַחוֹף Kvīsch haChōf, deutsch ‚Fernstraße der Küste‘, englisch Coastal Highway) von Tel Aviv-Jaffa nach Haifa sowie der Haupt-Landesstraße  (נְתִיבֵי אַיָּלוֹן Nətīvej Ajjalōn, deutsch ‚Ajjalon-Schnellweg‘, englisch Ayalon Highway) von Rischon LeZion nach Rischpon.

## Kultur, Erziehung, Bildung
- Herzliya Museum of Contemporary Art, Museum für internationale und israelische Kunst der Gegenwart; Architekt: Yaakov Rechter
- Herzliya Performing Arts Center[7]
- Sitz des International Policy Institute for Counter-Terrorism.[8]
- Herzliya Studios, Israels größtes Fernseh- und Filmaufnahmezentrum
- Samy Ofer School of Communications,[9] mit Museum für Kommunikation

## Sport
Das städtische Stadion mit 8300 Plätzen beherbergt die Fußballklubs Maccabi Herzlia und Hapoel Herzliya.

## Söhne und Töchter der Stadt
- Mascha Lubelski (* 1936), Politikerin
- Jigal Amir (* 1970), Mörder von Jitzchak Rabin
- Adi Ezroni (* 1978), Regisseurin, Filmproduzentin und Fernsehmoderatorin
- Miri Mesika (* 1978), Popsängerin
- Chen Reiss (* 1979), Opernsängerin
- Yehuda Levi (* 1979), Schauspieler, Musiker und Model
- Gilad Hochman (* 1982), Komponist
- Alona Tal (* 1983), Sängerin und Schauspielerin

## Bürgermeister
- 1937–1938 Avraham Raphael Hirsch
- 1938–1943 Schimʿon Levin
- 1943–1960 Ben Zion Michaeli
- 1960–1966 Pessach Yifher
- 1966–1967 Natan Rosenthal
- 1969–1983 Yosef Nevo
- 1983–1998 Eli Landau (Likud)
- 1998–2013 Jaʿel German (Meretz)
- 2013 Yehonatan Yasur
- 2013–2024 Mosche Fadlon
- seit 2024 Jariv Fischer[2]

## Städtepartnerschaften
Herzlia unterhält Städtepartnerschaften mit:
| Stadt             | Land                | seit | Typ          |
| ----------------- | ------------------- | ---- | ------------ |
| Alicante          | Spanien             | 1989 | Partnerstadt |
| Banská Bystrica   | Slowakei            | 1996 | Partnerstadt |
| Beverly Hills     | Vereinigte Staaten  |      | Freundschaft |
| Bursa             | Türkei              | 1997 | unbelegt     |
| Columbus          | Vereinigte Staaten  | 1994 | Partnerstadt |
| Dnipro            | Ukraine             | 1992 | Partnerstadt |
| Funchal           | Portugal            | 1991 | Partnerstadt |
| Hollywood         | Vereinigte Staaten  | 2007 | Partnerstadt |
| Jerocham          | Israel              |      | Freundschaft |
| Leipzig           | Deutschland         | 2011 | Partnerstadt |
| Marl              | Deutschland         | 1981 | Partnerstadt |
| Neuilly-sur-Seine | Frankreich          |      | Freundschaft |
| Paphos            | Zypern              | 2017 | Partnerstadt |
| San Bernardino    | Vereinigte Staaten  | 1988 | Partnerstadt |
| San Isidro        | Argentinien         | 1997 | Partnerstadt |
| Tayyibe           | Israel              |      | Freundschaft |
| Toulon            | Frankreich          | 1989 | unbelegt     |
| Yangzhou          | Volksrepublik China | 1999 | Freundschaft |
| Neuss             | Deutschland         | 2023 | Partnerstadt |

Als Zeichen der Städtepartnerschaft wird in Marl der südliche Teil der dortigen Nord-Süd-Achse Herzlia-Allee genannt. In Leipzig gibt es den künstlerisch gestalteten Herzliyaplatz am Clara-Zetkin-Park. In Herzlia gibt es einen Leipzigplatz.

## Bilder

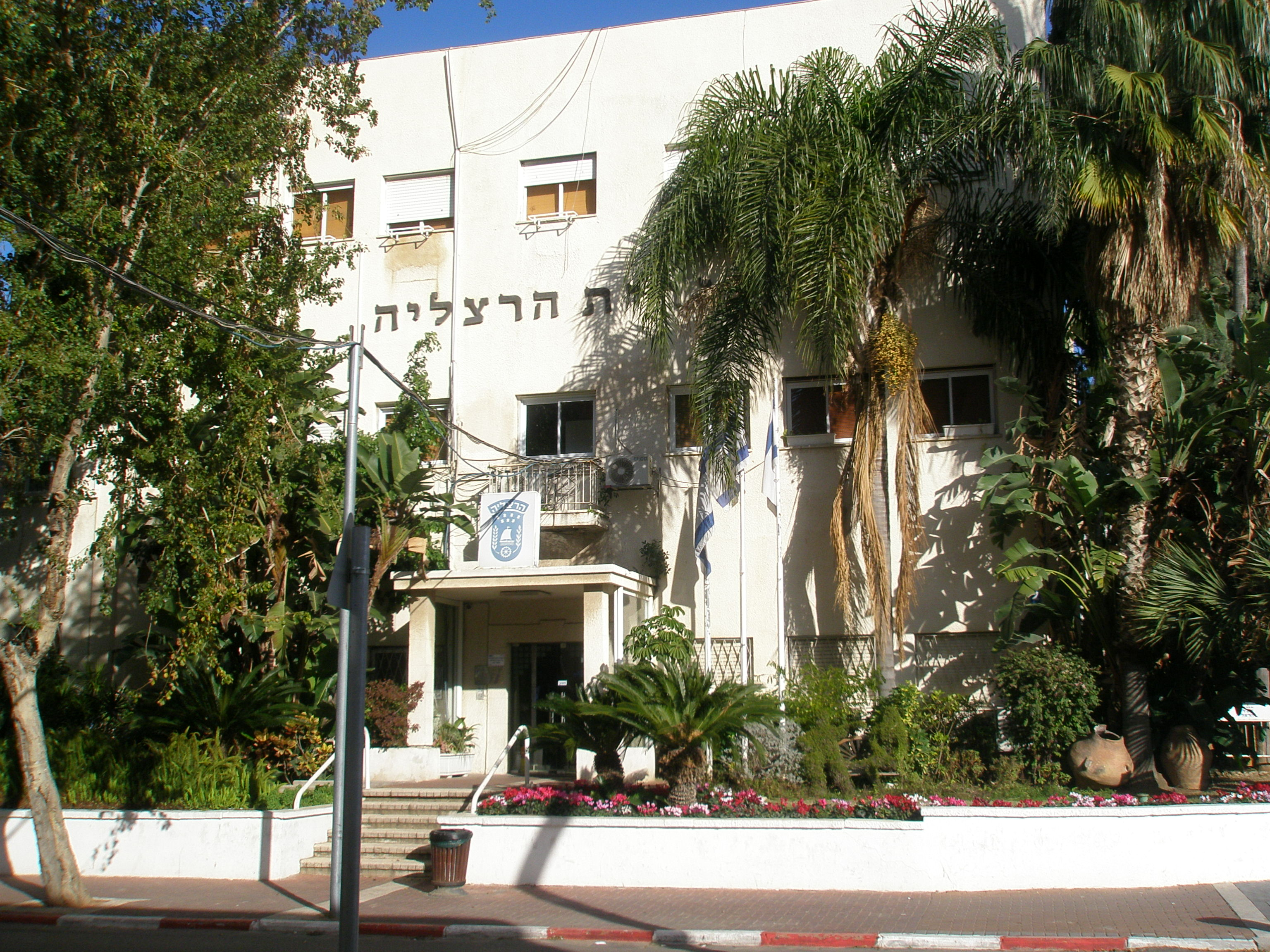
Das Rathaus von Herzlia wurde 1932 als Schulgebäude errichtet und dient seit 1947 der Stadtverwaltung.
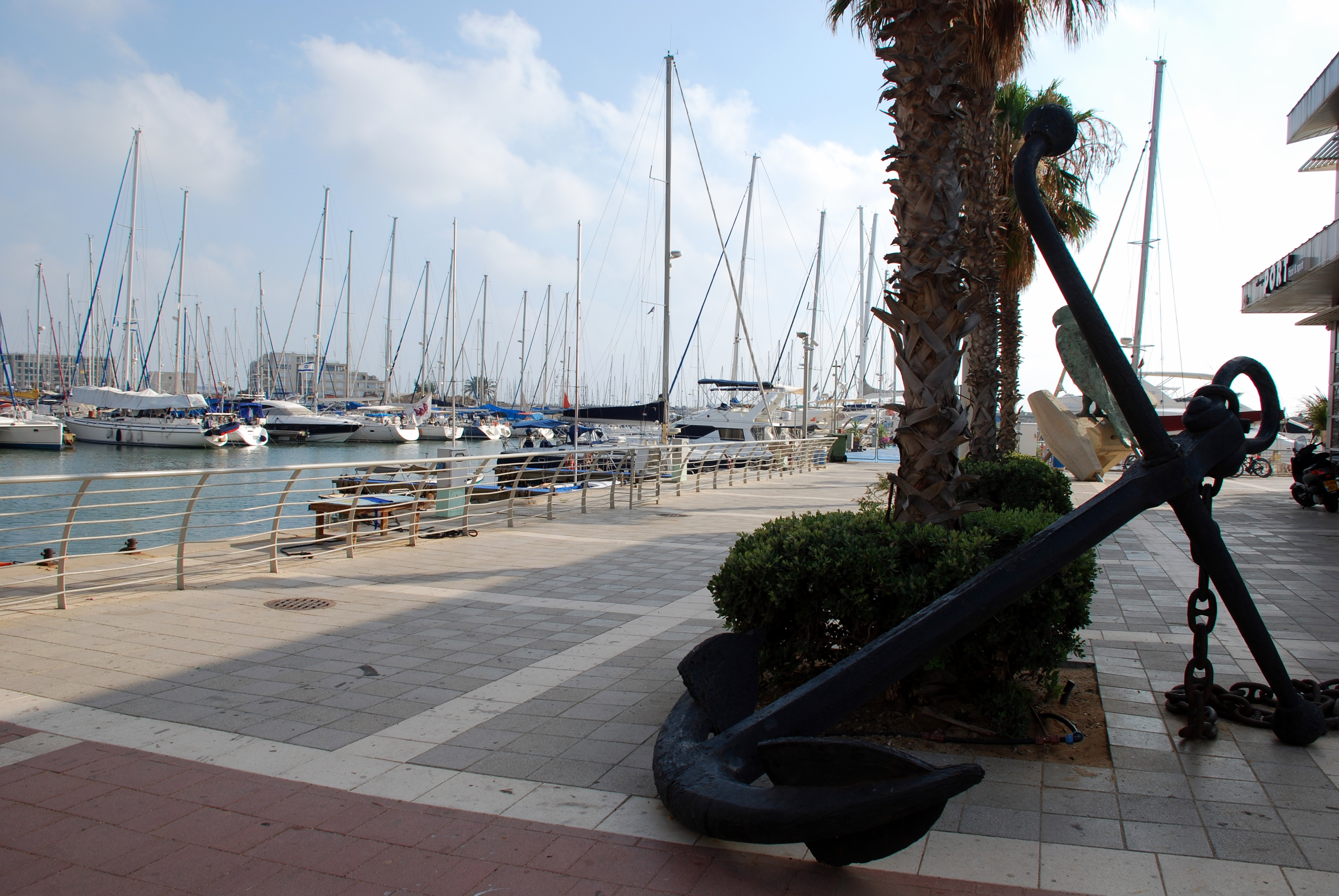
Promenade am Jachthafen
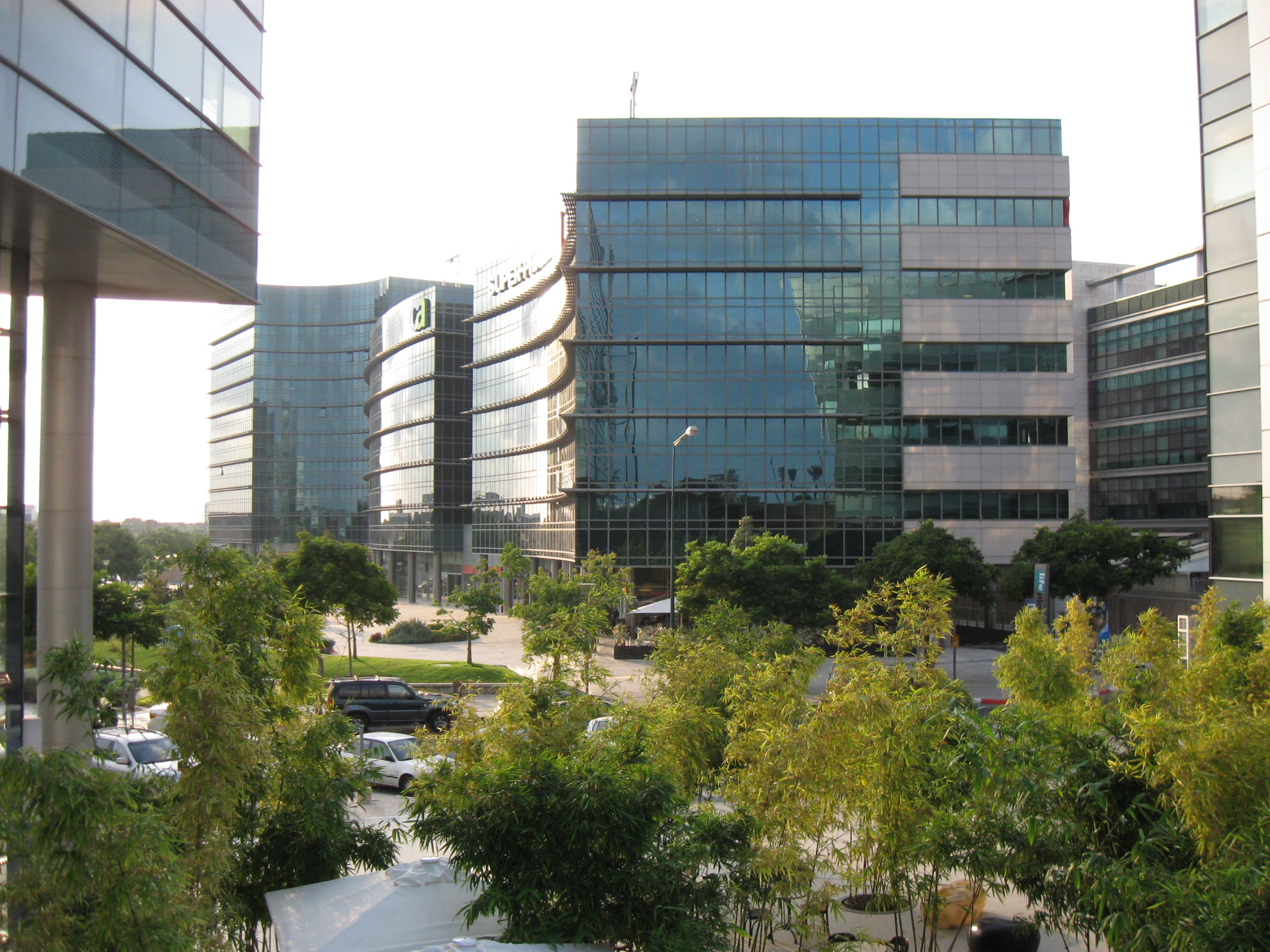
Geschäftsstraße in Herzlia
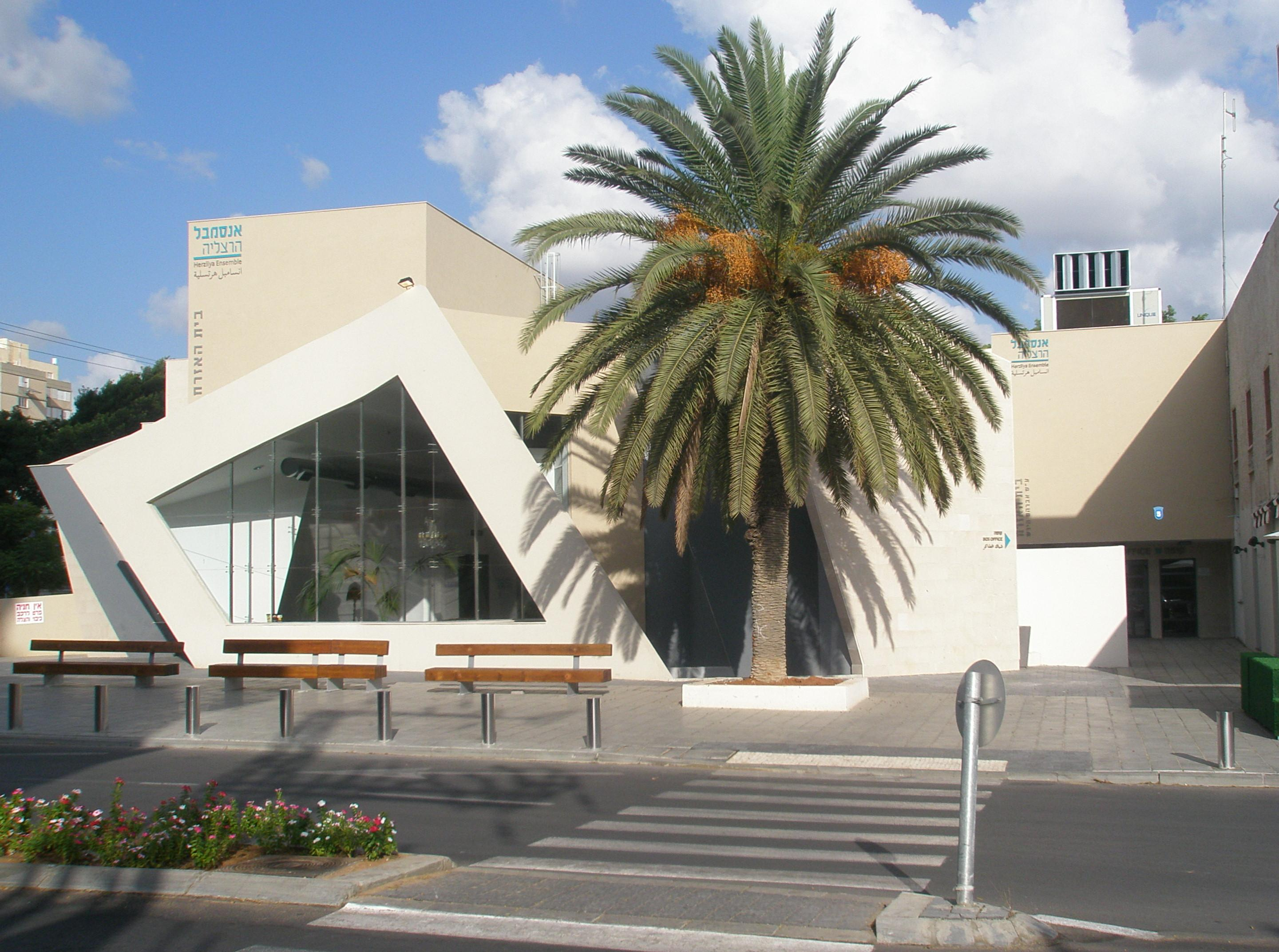
Der Konzertsaal der Stadt
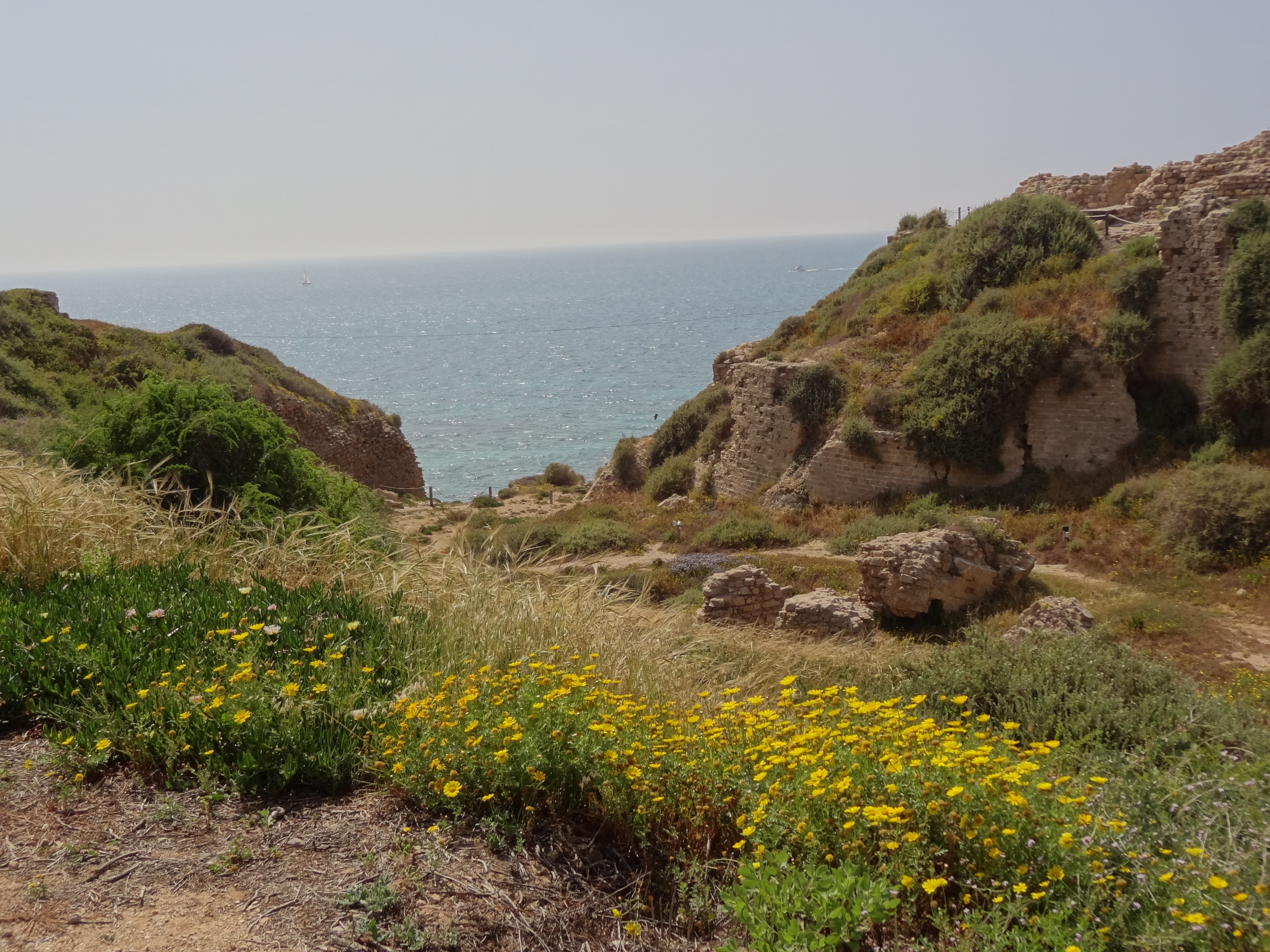
Felsbucht mit Blick auf das Mittelmeer
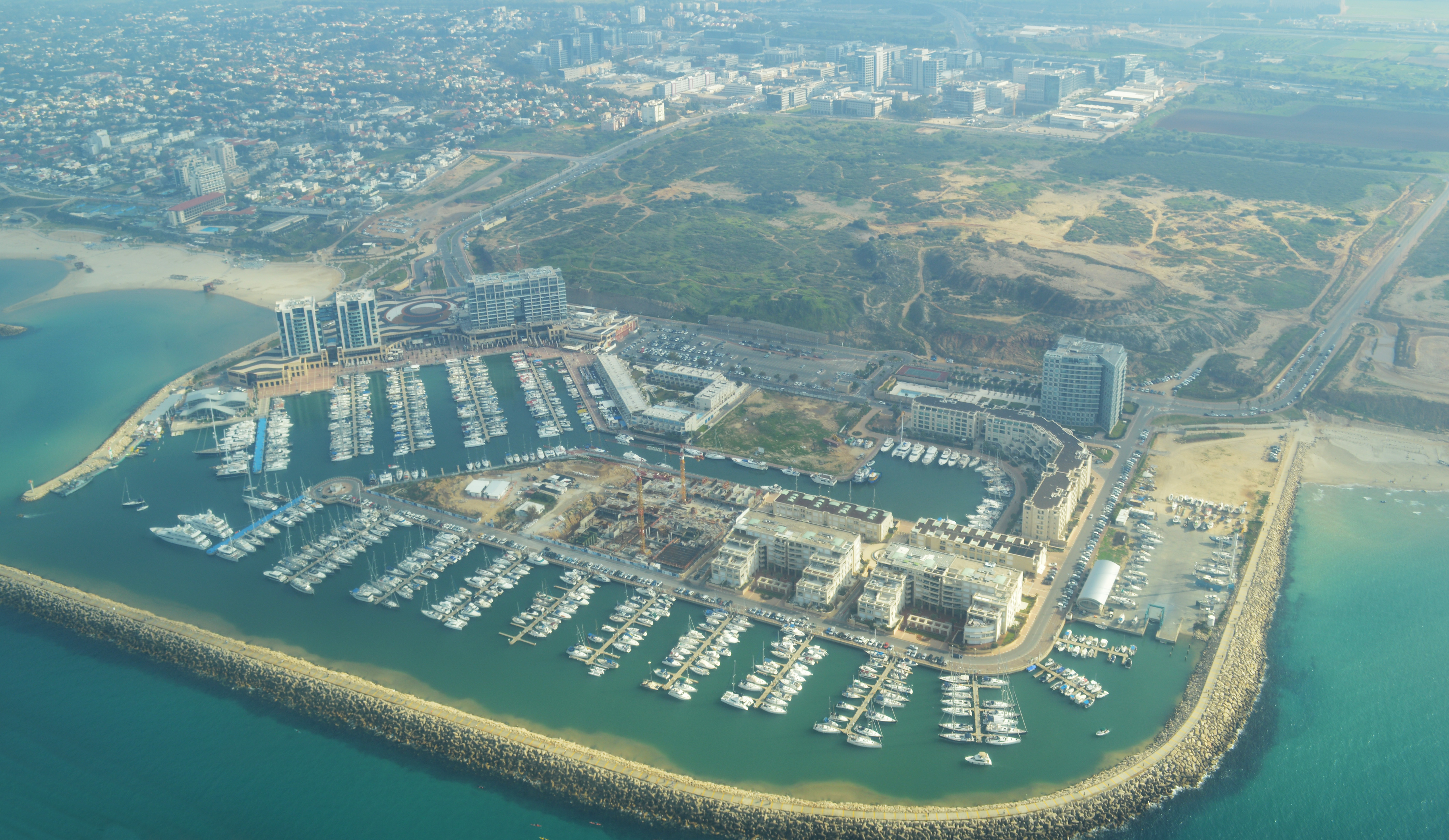
Luftbild des Jachthafens
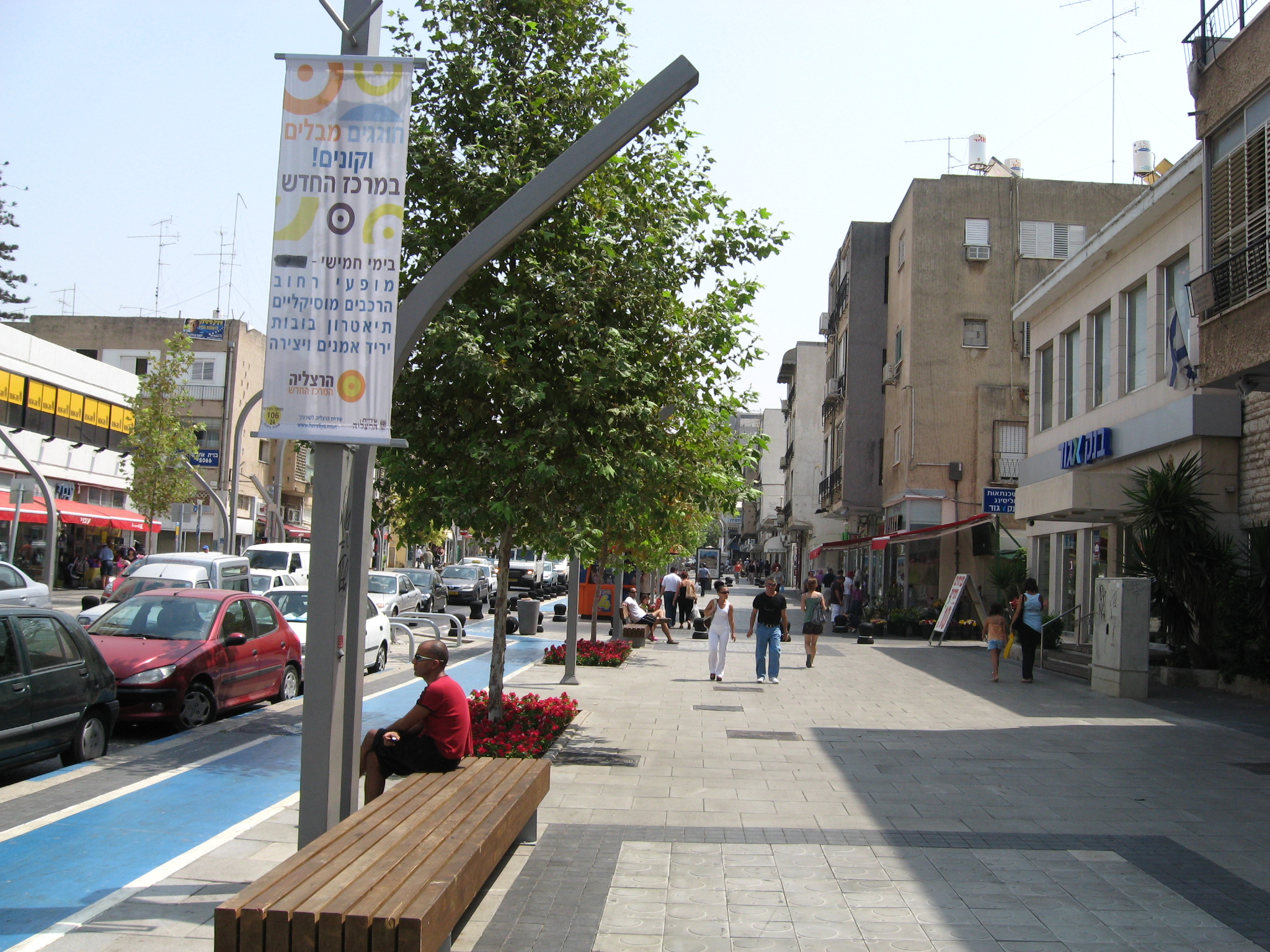
Einkaufsstraße im Zentrum der Stadt